# Sveriges Arkitekters kritikerpris
Sveriges Arkitekters Kritikerpris delas ut årligen sedan 1986 för bästa arkitekturanalys som publicerats under senaste året eller insats för att "stärka ett initierat samtal om arkitektur och samhällsplanering". Sveriges Arkitekter har instiftat priset för att uppmuntra arkitekter, journalister, författare, med flera, att recensera, debattera och analysera svensk arkitektur. Vinnaren tilldelas ett resestipendium.

## Pristagare
- 1986 Lars Ågren
- 1987 Eva Eriksson
- 1988 Claes Caldenby
- 1989 Thomas Hall
- 1990 Rolf Wohlin
- 1991 Olof Hultin
- 1992 Anders Wahlgren
- 1993 Gunilla Lundahl
- 1994 Jerker Söderlind
- 1995 Stefan Alenius
- 1996 Vanja Knocke
- 1997 Catharina Gabrielsson-Åman
- 1998 Göran Lindahl
- 1999 Fredrik Gertten
- 2000 Johan Mårtelius
- 2001 Tidskriften MAMA:s redaktion
- 2002 Thomas Hellquist
- 2003 Fredric Bedoire
- 2004 Sven Thiberg och Björn Klarqvist
- 2005 Thorbjörn Andersson
- 2006 Ola Andersson
- 2007 Tomas Lewan
- 2008 Jan Åman och Färgfabriken
- 2009 Redaktionen för Studenternas Arkitekturtidskrift vid Chalmers Arkitektur.
- 2010 Elisabet Andersson[2]
- 2011 Per Wirtén[3]
- 2012 Jan Jörnmark och Annika von Hausswolff[4]
- 2013 Dan Hallemar[5]
- 2014 Catharina Thörn[6]
- 2015 Kulturredaktionen på Västerbottens-Kuriren
- 2016 Laila Reppen och Cecilia Björk
- 2017 Jesper Wachtmeister
- 2018 Mark Isitt
- 2019 Fredrik Gertten och Leilani Farha, för dokumentärfilmen Push[7]
- 2020 Carina Listerborn, professor vid Malmö universitet, och Irene Molina, professor vid Institutet för bostads- och urbanforskning vid Uppsala universitet
- 2021 Annika Kvint, arkitekturkritiker och journalist[8]
- 2022 Sven Blume, för dokumentärfilmen Det krokiga och det raka[9]

## Sveriges Arkitekters övriga priser
- Guldstolen för bästa inredning
- Kasper Salin-priset
- Sveriges Arkitekters Landskapsarkitekturpris
- Sveriges Arkitekters Planpris